# Обрен Ковач
Обрен Ковач (Фоча, 20. октобар 1935) српски је писац и аутор рукописа Фочанска Јабука у којој је одредио географске положаје села у свом завичају (52 села и засеока). У кратким цртамана је описао свако село и сваку породицу у том селу.

## Биографија
Обрен Ковач рођен је 20. 10. 1935. године у селу Модро Поље-Јабука код Фоче. Непосредно након Другог свјетског рата, 1948. године, први пут се отвара основна школа у Јабуци, коју похађа и Обрен. Те године у школу се уписује укупно 60 ђака полазника, претежно мушкараца (10 дјевојчица). Обрен успјешно завршава основну школу. Отац Лекса умире 1942.године, када је Обрен имао непуних 7 година. Године 1953. са 18 година, одлази у мјесто Гнојанице, близу Мостар гдје почиње да ради- својим коњима преноси воду, шљунак и цемент у кршевито мјесто гдје није могао прићи трактор и довући материјал који су гонили на коњима. Од тог материјала грађени су бетонски стубови за далеководе. Године 1954. са рођаком Милошем одлази на градилиште Отеша(Зеленгора), гдје је радио до 19. фебруара 1958. године када је отишао у ЈНА на одслужење војног рока двије године. Ту је одликован медаљом за војне врлине на 22. децембар, дан ЈНА. Другу награду, роман „Горко сунце” од писца Анђелка Вулетића, добио је 25. маја на Дан младости. Годином 1963. одлази у Сарајево (Илиџу) гдје почиње да ради у фабрици „Претис”, погон бицикала, а након тога 1969. у фабрици „Енергоинвест”, све до 1992. године до избијања рата у БиХ.

## Библиогерафија
- Монографија Фочанске Јабуке: у њезиним границама које су уписане у овом материјалу (2011)